# 推荐信
推荐信（英語：Letter of recommendation）是一个人为推荐另一个人去接受某个职位或参与某项工作而写的信件。
特定含义下指本科生或硕士研究生到其他大学研究生院攻读硕士或博士学位时，请老师所写的推荐信。例如很多美国的研究生院要求提供3封推荐信，信件作者应该熟悉学生，并且有一定的知名度。